# 大連華信コンピュータ
大連華信コンピュータ（かしんコンピュータ、英語名：Dalian Hi-Think Computer Technology Corp.、中国語: 大连华信计算机科技股份有限公司）は単に華信またはDHCとも呼ばれる中国遼寧省大連市に本拠を置くソフトウェア開発会社で（劉軍董事長・王悦総裁）、日本に支社もあり（小笠原　 睦之社長）、日本およびその他の外国の多くの会社からソフトウェア開発のアウトソーシング（ITアウトソーシング）を受けている。
未上場会社であるが、日本のNEC、NTTデータ、日立ソリューションズ、NECソリューションイノベータ、日鉄住金ソリューションズが出資していることか公開されている。
日本国内では、株式会社ハイシンクジャパン（東京）、株式会社ハイシンク創研（京都）、株式会社沖縄ハイシンク（沖縄）の３つ拠点に展開している。